# AIK IF
AIK IF je švedski hokejski klub iz Stockholma, ki je bil ustanovljen leta 1921. S sedmimi naslovi švedskega državnega prvaka je eden uspešnejših švedskih klubov.

## Lovorike
- Švedska liga: 7 (1933/34, 1934/35, 1937/38, 1945/46, 1946/47, 1981/82, 1983/84)

## Upokojene številke
- 1 - Leif Holmqvist
- 5 - Bert-Ola Nordlander
- 11 - Peter Gradin